# Рюи Блаз (фильм, 1947)
«Рюи́ Блас» (фр. Ruy Blas) — французский чёрно-белый художественный кинофильм, поставленный в 1947 (1948) году режиссёром Пьером Бийоном с Жаном Марэ и Даниэль Даррьё в главных ролях. Экранизация одноимённой пьесы-драмы Виктора Гюго по сценарию Жана Кокто.

## Сюжет
Действие происходит в Испании, в XVII веке, во времена правления короля Карла II, при королевском дворе в Мадриде и его окрестностях. Дон Саллюстий де Базан, в отместку за то, что королева Испании презирает его и отправила в изгнание, замышляет отомстить. Один из его слуг, Рюи Блаз — молодой человек, недавно закончивший университет, как две капли воды похож на его кузена — благородного, но легкомысленного дона Сезара де Базана, скрывающегося у разбойников за неуплату долгов. Дон Саллюстий вводит слугу Рюи Блаза под видом своего кузена в высшее общество и приказывает ему добиться любви королевы. Рюи Блаз, давно и безнадёжно влюблённый в королеву, соглашается… Подробное изложение сюжета см. в статье «Рюи Блаз».

## В ролях
- Жан Марэ — Рюи Блаз и дон Сезар де Базан, граф де Гарофа (Советский дубляж — Марк Бернес)
- Даниэль Даррьё — донья Мария Нейбургская, королева Испании (дублирует - Нина Никитина)
- Марсель Эрран — дон Саллюстий де Базан, маркиз де Финлас, министр полиции, кузен дона Сезара (дублирует — Владимир Кенигсон)
- Габриэль Дорзиа — герцогиня Альбукерская, обер-фрейлина двора
- Йоне Салинас — Касильда, придворная дама королевы
- Джованни Грассо — дон Гаспар Гуритан, мажордом королевы
- Жиль Кеан — герцог Альба (дублирует - Константин Карельских)
- Поль Амио — маркиз де Санта-Круз, приближённый дона Саллюстия
- Шарль Лемонтье — граф де Кампореаль, министр
- Пьер Манье — маркиз де Приэго, министр
- Жак Берлиоз — министр
- Александр Риньо — Гулатромба

## Съёмочная группа
- Продюсеры: Жорж Легран, Нино Мартегани, Андре Польве
- Режиссёр: Пьер Бийон
- Сценарий: Жан Кокто
- Композитор: Жорж Орик
- Оператор: Мишель Кельбер
- Художники: Жорж Вакевич, Марсель Эскофье (по костюмам), Жан Зэй

## Примечание
- В советском прокате фильм демонстрировался под названием «Опасное сходство».
- В разных источниках указываются разные годы выхода фильма: 1947 год или 1948 год.

## Интересные факты
Жан Марэ о съёмках в кинофильме «Рюи Блаз» (1947 г.):

«Мне предложили сниматься в приключенческом фильме по сценарию Жана Кокто „Рюи Блаз“. По окончании спектаклей <после спектаклей по пьесе Жана Кокто „Двуглавый орёл“> я поехал на съёмки в Италию. Я снимаюсь во всех испанских сюжетах исключительно в Италии. Венеция…<…> Добраться до студии можно только в гондоле или на моторке. Мы жили в венецианском ритме.
В фильме я исполнял сразу две роли: Рюи Блаза и дона Сезара де Базана, что в театре невозможно. Оба персонажа похожи, как близнецы.
Мне пришлось долго спорить с режиссёром Пьером Бийоном: он не хотел, чтобы я рисковал. Но я был упрям. Однажды я больше часа просидел наверху приставной лестницы, откуда должен был лететь, схватившись за конец верёвки, и пробить своим телом витраж. В действительности вместо верёвки должна была быть люстра, но, если бы я раскачивался на ней, размах был бы недостаточным. Бийон пригласил дублёра. Тогда я взобрался на лестницу раньше него и отказывался спуститься. Режиссёр отказывался снимать. Мы теряли дорогостоящее время. В конце концов он сдался.
Работая в этом фильме, я приобрёл привычку не повторять опасные или физически трудные сцены. В роли дона Сезара мне пришлось скакать на лошади, не касаясь стремян (что наездники делают очень легко). На репетициях мне это не удаётся. Раздаётся команда „Мотор! Поехали!“, и у меня всё получается. Я понял, что способен во время съёмок сделать то, что не смог бы сделать специально. Впредь я придерживался этой методы, удивлявшей многих профессионалов.
В „Рюи Блазе“ я чуть не утонул. Нужно было переплыть поток, чтобы нарвать на другом берегу любимые цветы королевы. Такой поток мы нашли во Франции, около местечка Тинь, когда там ещё не было плотины. Я должен был позволить бурлящей воде унести меня и перебросить через три, расположенных друг за другом, порога. Вода была белой от пены, ледяной и неслась с огромной скоростью. Никто не предполагал, что я решусь на это. К тому же я терпеть не могу холодную воду.
Моё решение сниматься без репетиции заставило режиссёра пригласить пожарника, который должен был репетировать вместо меня. Но, когда он увидел бурный поток, категорически отказался. Таким образом, я снимался в этой сцене без репетиции. Я решил, что буду падать через пороги ногами вперёд, чтобы не разбить о камни голову. Но из-за того, что по сценарию я оказывал сопротивление потоку воды, меня понесло через первый порог головой вперёд. Я оказался в водяном смерче, зажатым в расщелине между скалами ногами вверх и вниз головой. Никто не знал, где я. Камера меня потеряла. Я попытался перевернуться. Сначала удивился, что никто не пришёл мне на помощь. Меня душил гнев, и не без причины! Мысленно я честил всю группу на чём свет стоит. Этот гнев меня и спас, удесятерив силы. Посылая ко всем чертям технический персонал группы, я цеплялся за скалы, чтобы выбраться оттуда. Наконец, меня заметили, совершенно обессилевшего. Я снова скатился в свою расщелину, и следом тонны воды обрушились мне на голову. „То, что я сделал один раз, я смогу сделать и во второй“, — подумал я. Я снова слегка высовываюсь из воды. Слышу крики: „Не тяните! Не тяните! У него верёвка вокруг шеи“. Тут я замечаю, что мне бросили верёвку со скользящей петлёй, и она действительно обвилась вокруг моей шеи. Обрушившаяся, ослепившая меня вода не дала мне возможности увидеть её и почувствовать. Это чудо. Я хватаюсь за верёвку. Меня вытаскивают из воды. И только тогда я осознаю, что она ледяная, и чувствую, как сильно я замёрз.
Меня раздевают, дают выпить горячительного. Я прошу сигарету. Зажигаю её и слышу рёв оператора:
— Скажите Жанно, чтобы прыгнул в воду сейчас же, потому что солнце уходит.
Мы находились в ущелье, куда солнце заглядывало ненадолго. Мне пришлось трижды прыгать в воду, стараясь при этом лететь черед водопады ногами вперёд.
Вечером в местном бистро я услышал:
— Ох уж эти киношники, хотите заставить нас поверить, что один из вас будет купаться в Изере.
Они не поверили, когда я сказал, что сделал это сегодня.

Позднее Тинь был затоплен <в 1952 г. при строительстве плотины.>»
Отрывок из книги-автобиографии Жана Марэ «Жизнь актёра» (название в оригинале: Jean Marais. Histoires de ma vie), издательство «Вагриус», из серии «Мой 20 век», 2001 г., стр. 224—226.
Е. Турышева, перевод, 2001 г.

## Издание на видео
- Во Франции неоднократно выпускался на DVD. Один из последних выпусков состоялся 26 ноября 2008 года, фильм отреставрирован.
- В России на DVD фильм выпущен 12 января 2009 году фирмой «Светла».